# Биографска метода
Биографска метода је облик систематског посматрања, бележења и тумачења понашања неке особе у току дужег временског периода. Биографска метода у виду дневничког бележења развоја деце на основу директног посматрања, с једне, или реконструкције прошлости одрасле особе на основу мноштва анамнестичких и хетероанамнестичких података, с друге стране.